# Мао Ичан
Мао Ичан (кит. 毛贻昌; 15 октября 1870 — 23 января 1920) — китайский крестьянин и торговец зерном, известен как отец Мао Цзэдуна. Он родился и прожил свою жизнь в деревне в Шаошане, провинция Хунань.

## Ранняя жизнь
Мао Ичан родился 15 октября 1870 года и был единственным ребенком в семье, отец был крестьянином и семья жила очень бедно, из-за чего сын оказался в долгах. Он был обручен с Вэнь Цимэй, когда ей было тринадцать, а ему десять; свадьба состоялась пять лет спустя в 1885 году, когда ему было пятнадцать. Из-за долгов отца Ичан должен был служить в течение двух лет в местной сянской армии Цзэн Гофаня, за это время он накопил достаточно средств, чтобы купить большую часть земли, потерянной его отцом.

## Воспитание Мао Цэдуна
До рождения Цзэдуна у Ичана и его жены было двое сыновей, оба из которых умерли в младенчестве. После рождения Мао Цзэдуна его родителям по местному обычаю подарили петуха.
Два года спустя родился второй сын, которого назвали Цземинь, а затем третий сын, Цзэтань, который родился в 1905 году. Еще две дочери умерли в младенчестве, но семья начала воспитывать еще одну дочь.
Позже Мао Цзэдун описал своего отца как строгого приверженца дисциплины, который бил его и его братьев и сестер.